# Wytrawianie (metalurgia)
Wytrawianie (trawienie metali) – proces roztwarzania powierzchni przedmiotów metalowych.
- Proces usuwania przebarwień pozostałych po spawaniu stali nierdzewnej, tam gdzie została zmniejszona zawartość chromu na powierzchni stali, wytrawianie odbywa się za pomocą kąpieli trawiących (chemicznych lub elektrochemicznych), bądź miejscowo za pomocą past i żeli.

- Proces rozpuszczania niezabezpieczonej powierzchni metalu przez zanurzenie w roztworze kwasowym. Technika ta stosowana jest m.in. do celów zdobniczych w metaloplastyce i grawerstwie.